# Erioptera needhami
Erioptera needhami là một loài ruồi trong họ Limoniidae. Chúng phân bố ở miền Tân bắc.